# General Atomics MQ-20 Avenger
General Atomics Avenger (före detta Predator C) är en obemannad luftfarkost som är utvecklad av General Atomics Aeronautical Systems, Inc. Avenger är efterföljaren till MQ-9 Reaper (Predator B). Avenger har till skillnad från sin föregångare vapenlasten inne i flygkroppen vilket innebär lägre radarsignatur och mindre luftmotstånd. 
Planet drivs av en turbo-jet vilket innebär betydligt högre hastighet än vad MQ-9 Reaper kan uppnå, maxhastigheten ligger på 741 km/h. Flygtiden är 20 timmar med normalt bränsle.
Den maximala vapenlasten internt är 1 600 kg. Beväpningen kan till exempel bestå av AGM-114 Hellfire, GBU-24 Paveway III, GBU-31 och GBU-38 JDAM.
Avenger flögs för första gången den 4 april 2009 och per dags datum (2015-01-31) så har 3 Avenger byggts och planet är operativt. Det finns två varianter av Avenger, en landbaserad och en marin version.